# Казанак
Казанак (рос. Казанак) — село у Краснозерському районі Новосибірської області Російської Федерації.
Входить до складу муніципального утворення Казанацька сільрада. Населення становить 441 особа (2010).

## Історія
Згідно із законом від 2 червня 2004 року органом місцевого самоврядування є Казанацька сільрада.

## Населення
| 2002 | 2007 | 2010 |
| ---- | ---- | ---- |
| 522  | ↘508 | ↘441 |